# The Girl (téléfilm)
Pour les articles homonymes, voir Girl.
Pour plus de détails, voir Fiche technique et Distribution.
The Girl, ou La Muse au Québec, est un téléfilm dramatique britannico-sud-africain réalisé par Julian Jarrold, diffusé en 2012.

## Synopsis
Les relations entre Alfred Hitchcock et son actrice Tippi Hedren, notamment sur les tournages de Les Oiseaux et Pas de printemps pour Marnie.

## Fiche technique
- Titre original : The Girl
- Titre français et québécois : La Muse
- Réalisation : Julian Jarrold
- Scénario : Gwyneth Hughes d'après Spellbound by Beauty: Alfred Hitchcock and His Leading Ladies de Donald Spoto
- Direction artistique : Darryl Hammer
- Décors :
- Costumes : Dianna Cilliers
- Photographie : John Pardue
- Son :
- Montage : Andrew Hulme
- Musique : Philip Miller
- Production : Amanda Jenks
- Société de production : BBC, Moonlighting Films et Wall to Wall Media
- Société de distribution :
- Pays d’origine :  Royaume-Uni,  Afrique du Sud
- Langue : anglais
- Format : Couleurs - 35mm - 1.78:1 - Son Dolby numérique
- Genre : Drame
- Durée :
- Dates de diffusion : 
  - États-Unis : octobre 2012 (festival international du film des Hamptons) ; 20 octobre 2012 sur HBO[1]
  - Royaume-Uni : 2012 (BBC Two)
  - Québec : 24 février 2013 à Super Écran[2]

## Distribution
- Sienna Miller (VF : Ingrid Donnadieu) : Tippi Hedren
- Toby Jones (VF : Loïc Houdré) : Alfred Hitchcock
- Imelda Staunton (VF : Jessica Monceau) : Alma Reville
- Penelope Wilton (VF : Sylvie Genty) : Peggy Robertson
- Sean Cameron Michael (en) : Robert Burks
- Conrad Kemp : Evan Hunter
- Angelina Ingpen : Melanie, la fille de Tippi
- Candice D'Arcy : Josephine Milton
- Carl Beukes : Jim Brown
- Kate Tilley : Rita Riggs
- Aubrey Shelton : Maitre D.
- Leon Clingman : Ray Berwick
- Patrick Lyster : Bob Boyle

## Distinctions

### Nominations
- British Academy Television Awards 2013 :
  - Meilleur téléfilm dramatique
  - Meilleur acteur pour Toby Jones
  - Meilleure actrice pour Sienna Miller
  - Meilleure actrice dans un second rôle pour Imelda Staunton
- Golden Globes 2013 :
  - Meilleur acteur dans une mini-série ou un téléfilm pour Toby Jones
  - Meilleure actrice dans une mini-série ou un téléfilm pour Sienna Miller
- Festival du film britannique de Dinard 2013 : hors compétition, sélection « UK TV »